# Monterosso Calabro

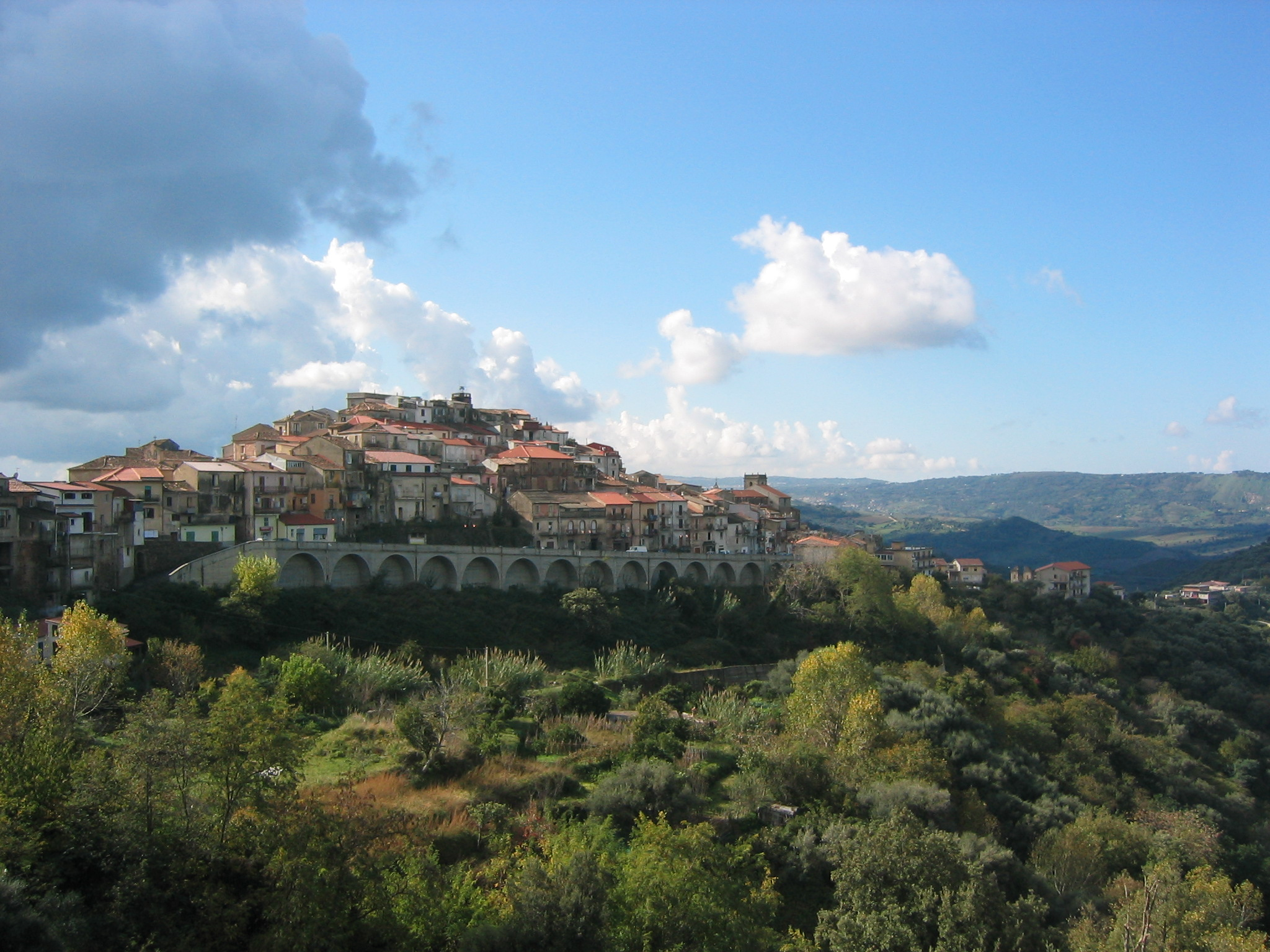
Blick auf Monterosso Calabro

Monterosso Calabro ist eine süditalienische Gemeinde (comune) mit 1467 Einwohnern (Stand 31. Dezember 2023) in der Provinz Vibo Valentia in Kalabrien. Sie liegt etwa 20 Kilometer ostnordöstlich von Vibo Valentia und grenzt unmittelbar an die Provinz Catanzaro. Teile der Gemeinde inmitten der Serre liegen im Parco Naturale Regionale delle Serre. Im Nordwesten befindet sich auf der Gemeindegrenze der Lago Angitola.